# Gegenstandsweite

Skizze einer Abbildung mit einer sammelnden dünnen Linse.

Die Gegenstandsweite oder Objektweite beschreibt den Abstand zwischen dem abzubildenden Gegenstand (Objekt) und der objektseitigen Hauptebene eines abbildenden optischen Systems aus optischen Linsen und/oder Spiegeln.
Die Bildweite ist entsprechend der Abstand des Bildes von der bildseitigen Hauptebene.

## Die dünne Linse
Die beiden Hauptebenen des optischen Systems sind bei dünnen Linsen identisch. Dann gelten sehr einfache Verhältnisse.
Sei {\displaystyle f} die Brennweite des Systems, {\displaystyle G} die Objektgröße und {\displaystyle B} die Bildgröße und es gilt die  Linsengleichung
{\displaystyle {\frac {1}{f}}={\frac {1}{b}}+{\frac {1}{g}}}
Vorzeichenkonvention: wenn das Objekt links der objektseitigen Hauptebene liegt, wie in der Skizze, dann ist die Objektweite {\displaystyle g} positiv, und wenn das Bild rechts der bildseitigen Hauptebene liegt, ist die Bildweite {\displaystyle b} positiv. Wenn das Bild auf dem Kopf steht (um 180° gedreht), wie in der Skizze, dann ist die Bildgröße {\displaystyle B} negativ. {\displaystyle G} ist positiv.

## Übersicht für sammelnde Systeme (f>0)
Die Angaben für Objekt- und Bildart in der Tabelle gelten so nur für die Abbildung an einer einzelnen dünnen Linse, wie in der Skizze. Das Objekt ist reell, wenn es links der ersten Fläche (brechende oder Spiegelfläche) des Systems liegt, und das Bild ist reell, wenn es rechts der letzten Fläche liegt.
| Nr. | Objektart                  | Objektweite g            | Bildweite b               | Bildgröße B                | Bildart                           |
| --- | -------------------------- | ------------------------ | ------------------------- | -------------------------- | --------------------------------- |
| 1.  | reell                      | {\displaystyle g<-2f}    | {\displaystyle f<b<2f}    | {\displaystyle -G<B<0}     | umgekehrtes reelles Bild          |
| 2.  | reell                      | {\displaystyle g=-2f}    | {\displaystyle b=2f}      | {\displaystyle B=-G}       | umgekehrtes reelles Bild          |
| 3.  | reell                      | {\displaystyle -2f<g<-f} | {\displaystyle b>2f}      | {\displaystyle B<-G}       | umgekehrtes reelles Bild          |
| 4.  | reell                      | {\displaystyle g=-f}     | {\displaystyle b=\infty } | {\displaystyle B=-\infty } | nicht umgekehrtes virtuelles Bild |
| 5.  | reell                      | {\displaystyle -f<g<0}   | {\displaystyle b<0}       | {\displaystyle B>G}        | nicht umgekehrtes virtuelles Bild |
| 6.  | Grenzfall; auf der Linse   | {\displaystyle g=0}      | {\displaystyle b=0}       | {\displaystyle B=G}        | nicht umgekehrtes reelles Bild    |
| 7.  | virtuell; rechts von Linse | {\displaystyle g>0}      | {\displaystyle 0<b<f}     | {\displaystyle 0<B<G}      | nicht umgekehrtes reelles Bild    |